# 요아힘 쿤츠
요아힘 쿤츠(독일어: Joachim Kunz, 1959년 2월 9일 ~ )는 전 동독의 역도 선수이다.
작센주 슈톨베르크에서 태어난 쿤츠는 1980년 모스크바 올림픽에서 라이트급 부문의 은메달을 땄으며, 1981년과 1983년 세계 챔피언이기도 하였다.
1984년 로스앤젤레스 올림픽에 동독의 불참으로 인하여 8년 만에 서울 올림픽에 돌아와 같은 무게급 부문에서 금메달을 획득하였다.